# 제1차 인티파다
제1차 인티파다, 제1차 팔레스타인 인티파다, 또는 단순히 인티파다는 팔레스타인인들이 서안 지구, 가자 지구, 이스라엘 내부에서 전개한, 지속적인 시위 및 폭동을 일컫는다. 시위는 1967년부터 20년 간의 이스라엘의 서안 및 가자 지구 점령에 대한 반발로 인해 시작되었으며, 1987년 12월부터 1991년 마드리드 회의 개최 시점까지 진행되었다. 일부에서는 종료 시점을 1993년 오슬로 협정 조인 시점으로 보기도 한다.
인티파다는 1987년 12월 9일 자발리아 난민 수용소에서 이스라엘 방위군 트럭이 민간 차량과 충돌하여 팔레스타인인 인부 4명이 사망한 사건으로부터 시작되었다. 팔레스타인에서는 차량 충돌 사고를 며칠 전 가자 지구에서 유대인이 살해된 것에 대한 보복이라고, 이스라엘은 충돌이 고의적이거나 사전에 계획된 것이 아니라고 각각 주장하였다. 팔레스타인은 시위, 시민 불복종, 폭력으로 대응하였다. 서안 지구와 가자 지구에 있는 이스라엘 방위군 시설에는 그라피티, 바리케이드 설치, 돌팔매질, 화염병 투척 등이 일어났다. 총파업, 서안 및 가자 지구의 이스라엘 민정 기구에 대한 보이콧, 납세 거부, 이스라엘 정착촌에서의 노동 거부, 이스라엘 물품 보이콧, 이스라엘 면허를 받은 팔레스타인 차량 운전 거부 등 민간 영역에서의 저항도 있었다.
이스라엘은 군인 8만 명을 배치함으로서 대응하였다. 처음 이스라엘은 폭동 상황 시 실탄 사용을 허가하였는데, 부적절한 조치라는 비난을 받았다. 이스라엘 방위군 또한 살상이 가능한 부대를 너무 자유롭게 배치한다는 비판을 받았다. 이스라엘은 팔레스타인인들의 폭력 행사로 폭력적인 대응 방법을 사용할 수밖에 없었다고 주장했다. 최초 13개월 동안 팔레스타인인 332명 및 이스라엘인 12명이 사망했다. 군인들이 청소년들을 곤봉으로 때리는 장면은 반치사성 플라스틱 총알을 발사하는 것으로 이어졌다. 인티파다의 최초 1년 동안 이스라엘 안보군이 사살한 팔레스타인인 311명 중 53명이 17세 이하였다. 6년 간 이스라엘 방위군이 사살한 팔레스타인은 약 1,162명에서 1,204명으로 추정된다.
이스라엘에서는 민간인 100여 명과 이스라엘 방위군 군인 60명가량이 사망하였으며, 민간인 1,400명 및 군인 1,700명 정도가 부상을 입었다. 인티파다에서는 팔레스타인 내부에서 서로를 이스라엘의 이적 사범이라고 주장하며 폭력이 발생하기도 했으며, 이로 인해 팔레스타인인 822명이 사망한 것으로 추정하고 있다. 이스라엘은 자신들과 타협한 팔레스타인인이 약 18,000명가량이라고 보고하였으나, 이스라엘 기관과 접촉했다는 증거가 있는 숫자는 이의 반도 되지 않는다. 이후의 제2차 인티파다는 2000년부터 2005년까지 발생하였다.

## 전체적인 발발 원인
팔레스타인계 미국인 임상심리사 무바라크 아와드에 따르면, 인티파다는 "구타, 사격, 살인, 집 철거, 나무의 발근(뿌리뽑기), 추방, 재판 없는 구금"의 형태로 나타나는 이스라엘의 압제에 대한 반대 시위의 형태를 띄었다. 1967년 제3차 중동 전쟁 후 이스라엘이 요르단과 이집트에서 서안 지구, 예루살렘, 시나이반도, 가자 지구를 점령한 이후, 점령지에 거주하던 팔레스타인인들의 불만은 갈수록 쌓여 갔다. 이스라엘 정부는 점령지의 일자리를 팔레스타인인에게도 개방했으나, 실질적인 선택지는 주로 이스라엘인들이 원하지 않는, 특별한 기술이 필요 없는 육체노동 등밖에 없었다. 인티파다 발발 시점에는 팔레스타인인 인부 40% 이상이 이스라엘에서 일하고 있었다. 여기에 이스라엘의 팔레스타인 토지 몰수, 서안 및 가자 지구의 높은 출산율, 새 건물 및 농지에 대한 낮은 토지 할당량으로 인해 고인구 고실업률 상황이 발생했다. 인티파다 시점에는 학위를 갖고 있는 사람 중 8분의 1 정도만이 학위와 관련된 일을 할 수 있었다. 또한, 팔레스타인의 난민 캠프나 작은 마을의, 사회적 지위가 낮은 계층이 팔레스타인의 대학 체계 확장과 맞물려, 활동적으로 이스라엘에 반대하고 나선 사람이 늘어난 것도 관련이 있다.
이스라엘 노동당 소속이자 이스라엘 국방부 장관인 이츠하크 라빈은 1985년 8월 팔레스타인 국가주의를 제압하기 위한 '철의 주먹' 정책에 추방 방안을 추가했다. 이후 약 4년에 걸쳐 50명이 추방되었으며, 경제적 통합과 이스라엘 정착촌 주민 증가 또한 뒤따랐다. 서안 지구에서 유대인 인구는 1984년 35,000명에서 1988년 64,000명으로 두 배가량 증가했으며, 1990년대 중반에는 130,000명에 달했다. 이에 대해 이스라엘 재무부 장관 가드 야아코비는 점진적으로 진행되는 실질적 합병 과정으로 인해 팔레스타인 사회의 공격성이 증가하였다고 언급하였다.
1980년대 주류 매체에 출연한 이스라엘 정치인들은 팔레스타인 인구를 영토 밖으로 내보내는 정책을 언급하였으며, 이로 인해 팔레스타인에서는 추방에 대한 공포감이 형성되었다. 이스라엘 역사가 베니 모리스는 인티파다의 원인을 설명하기 위해 지속적인 점령에 의해 형성된, '만연한 굴욕'에 대해 이야기하였다.

### 배경
제1차 인티파다의 기폭제는 통상 1987년 12월 에레스 지방에서 팔레스타인들이 부상당한 트럭 사고로 보지만, 마진 쿰시예는 전 달부터 시작된 청년 시위로부터 시작된 것이라고 주장하였다. 일각에서는 1987년 11월 글라이더의 밤 당시 이스라엘 방위군의 방어 실패가 팔레스타인 봉기 개시의 촉매 작용을 하였다고 보기도 한다.
약 1년 전인 1986년 12월 4일 가자 지구의 비르제이트 대학교 학생 2명이 캠퍼스에서 이스라엘 군인에 의해 사살된 사건 이후, 팔레스타인에서 대규모 시위가 발생하였을 때, 이스라엘은 즉결 체포, 구금, 구타 등 강경 조치를 취했다. 1987년 1월에는 저항 활동가를 위협하기 위해 추방 정책이 도입되었다. 칸유니스에서 남학생 한 명이 사살된 이후로는 폭력의 조짐도 보이기 시작했다. 여름에는 포로 수용소 방어 담당이었던 이스라엘 방위군의 론 탈 중위가 가자 지구에서 교통 정체에 갇힌 사이 직사 거리에서의 사격으로 인해 사망하였다. 이슬람 명절인 이드 알아드하 기간에는 3일 동안 집 밖을 나가지 못하게끔 통행금지령이 발효되었다. 1987년 10월 1일과 6일에는 이스라엘 방위군이 매복을 통해 가자 거주민 7명을 사살했으며, 이들은 5월에 감옥에서 탈출한, 이슬람 지하드와 관련이 있는 인물들로 알려졌다. 며칠 후에는 17살 여학생이 가자 지구 정착민에 의해 학교 운동장에서 등에 총을 맞는 사건이 발생하기도 하였다. 1987년 11월 암만에서 열린 아랍 연맹 회담에서는 이란-이라크 전쟁이 주로 다뤄졌으며, 팔레스타인 문제는 비주류로 밀려났다.

## 지휘 및 무장
인티파다는 어떤 개인이나 개별 단체가 개시하지 않았다. 파타, 인민전선, 민주전선, 팔레스타인 공산당 등 지역 조직에서 팔레스타인 해방기구와 협력하며 지역 단위의 저항 운동을 지휘하였으며, 하마스, 이슬람 지하드 등 이슬람 기구나 베들레헴의 지역 지휘부와 충돌을 빚기도 하였다. 인티파다의 전개 과정에서는 하난 아스라위, 파이살 후세이니, 하이달 아브델샤피가 이끄는 공동체 위원회가 주로 인티파다를 이끌었으며, 독립적인 교육, 의료, 식량 체계를 구축하려고 하였다. 공식 성명에 따랐던 팔레스타인 사회에서는 봉기 통일 국가 지도부(UNLU)가 신뢰도를 얻었다. 인티파다 초창기에는 기존의 관행과 달리, 폭력을 자제하자는 공동의 약속이 있었으며, 샬레브는 이를 무장으로 회귀할 경우 이스라엘의 학살과 이스라엘 진보 진영의 지지를 약화시킬 것이라는 계산에서 나왔다고 보았다. 팔레스타인 해방기구 또한 이스라엘과의 협상을 염두에 두고 비폭력 전략을 채택했다. 하마스와 이슬람 지하드는 1988년 10월 군인을 살해한 것과, 도로가의 폭탄 두 개를 폭발시킨 것 이외에는 무장 공격을 진행하지 않았다.
인티파다를 홍보하는 전단에는 통행 금지령 철회 및 검문소 폐쇄와 더불어, 1967년 이스라엘이 점령한 영토에서 철수할 것을 요구하는 내용 또한 담겼다. 팔레스타인인에게는 시민 불복종에 참여하되, 무력 저항은 이스라엘의 보복으로 돌아오므로 무기를 잡지 말 것을 요청했다. 또한 '팔레스타인 전체'의 해방이라는 기존의 수사적인 문구를 버리고, 서안 지구와 가자 지구에서의 팔레스타인 국가 설립을 촉구하였다.

## 인티파다

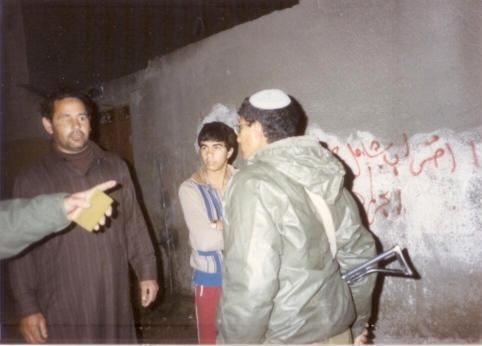
제1차 인티파다 당시 이스라엘 방위군 병사가 자발리아 주민에게 벽에 써진 슬로건을 지울 것을 요청하는 장면.

이스라엘의 점령 통치는 자발적인 저항 운동에 부딪혔지만, 이스라엘 정부는 "철의 주먹" 정책의 일환으로 추방, 집 철거, 연좌, 통행 금지령, 정치 기구 탄압 등이 이루어지며 저항 여력을 소진시키는 방식을 사용하였다. 하지만 인티파다의 발발로 저항 운동이 붕괴할 것이라는 예상은 잘못된 것이었음이 드러났다.

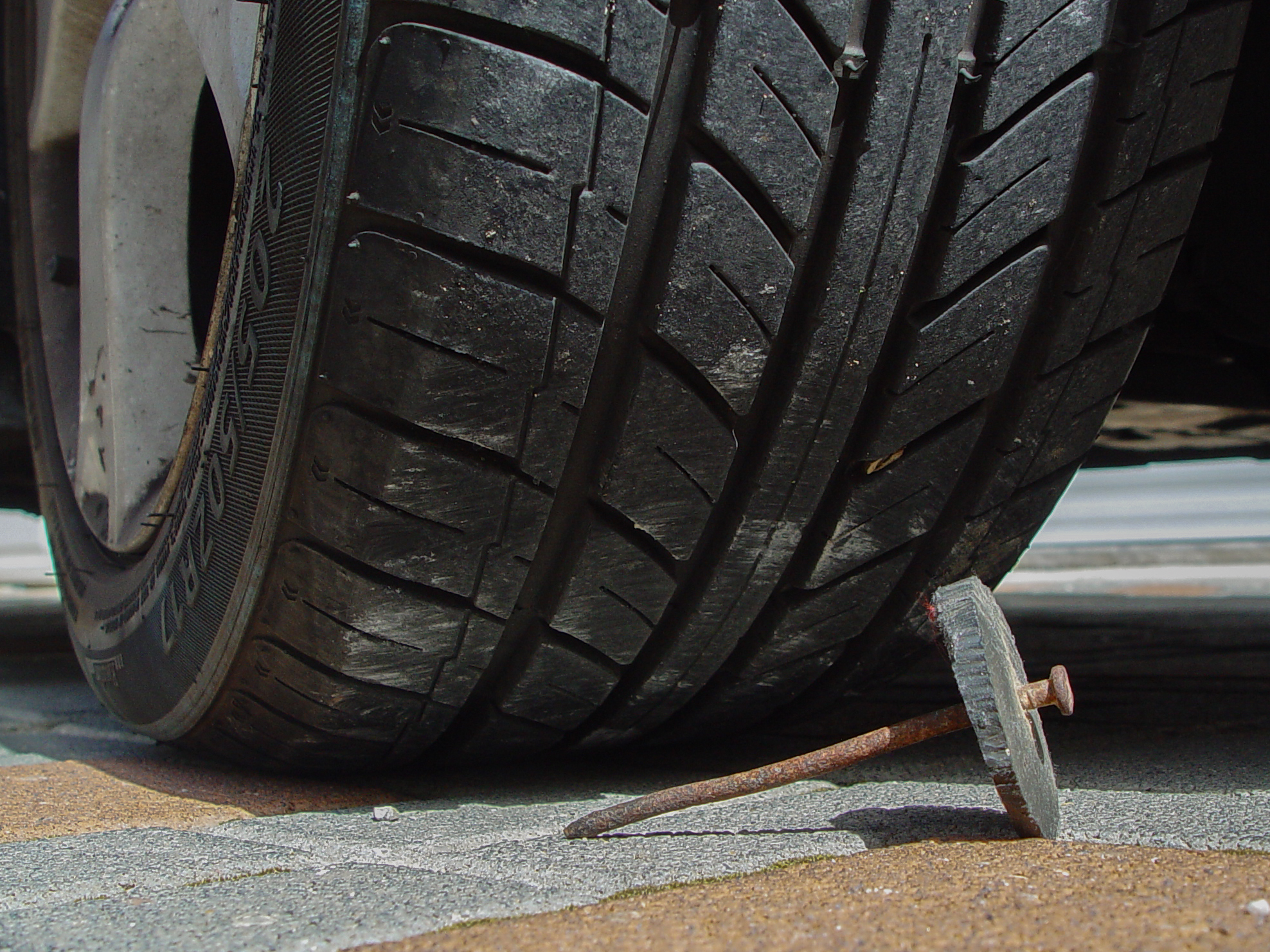
고무판에 철 못이 꽂아진 형태의, 발전형 타이어 펑크 장비(속어로 '닌자'). 제1차 인티파다 당시 팔레스타인 측에서 점령지 도로에 이러한 임시 무기를 살포하였었다.

1987년 12월 8일, 이스라엘 장갑차 운반 차량이 팔레스타인으로 돌아가는 차량을 에레스 교차로에서 들이받은 사고가 일어났다. 팔레스타인인 4명이 사망하였고 7명이 중상을 입었으며, 사망자 중 셋은 난민 수용소 중 가장 큰 자발리아 난민 수용소 주민이었다. 이 사고 당시 같이 팔레스타인으로 돌아가던 팔레스타인인 수백 명가량이 현장을 목격했다. 그 날 밤 열린 장례식에는 1만 명가량이 참석하였으며, 곧바로 대규모 시위로 확대되었다. 난민 수용소에는 이 사고가 이틀 전 이스라엘 기업인이 가자 지구에서 살해된 것에 대한 고의적 보복이었다는 소문이 퍼졌다. 다음 날 순찰차에 화염병을 던진 사건이 일어나자, 이스라엘은 시위대를 향해 최루탄과 실탄을 발사하여 1명을 죽이고 16명에 부상을 입혔다.
12월 9일 팔레스타인 지도부는 이스라엘 민권 및 인권 연맹과 함께 서예루살렘에서 기자 회견을 열었다. 기자 회견이 소집되는 도중 자발리아에서의 시위 진행 와중에 17살 소녀가 화염병을 던지다가 사살되었다는 사실이 전해졌으며, 이후 인티파다의 첫 순교자로 알려지게 되었다. 시위는 서안 지구와 동예루살렘으로 빠르게 확대되었다. 시위대는 난민 수용소를 쓰레기, 돌, 타이어로 바리케이트를 쌓아 막았고, 뚫고 들어오는 군인들에게 화염병을 던졌다. 팔레스타인 상점가는 문을 닫았고, 노동자들은 이스라엘로 근무하러 가기를 거부하였다. 이스라엘은 이 활동을 폭동으로 규정하고, '법과 질서'를 회복하기 위한 조치를 취하겠다고 발표하였다. 팔레스타인에는 전례 없는 시위와 상업적 파업이 휘몰차였다. 군사용 차량, 이스라엘 버스, 이스라엘 은행 등 점령과 관련된 특정한 목표물이 겨냥되었으며, 인티파다 초창기에는 이스라엘 정착촌에 대한 공격이나 이스라엘 측 사상자가 발생하지 않았다. 이스라엘 방위군은 시위를 멈추기 위해 곤봉, 야경봉, 최루제, 물대포, 고무탄, 실탄 등 모든 수단을 동원하였으나, 시위는 갈수록 번졌다.
이후 점령지 전역에서 돌팔매질, 도로 점거, 타이어 방화가 일어났다. 12월 12일에는 팔레스타인인 6명이 사망하고 30명이 다쳤다. 다음 날에는 시위대가 동예루살렘의 미국 영사관에 휘발유 폭탄을 던졌으나 사상자는 없었다. 이스라엘 군경의 대응으로 인한 사상자도 있었다. 이스라엘 방위군은 인티파다 초반에 시위와 폭동 중 팔레스타인인 여럿을 사살하였다. 초창기 사상자의 대다수가 민간인에 소년층이었기 때문에, 이츠하크 라빈은 이후 권력을 통한 진압 정책을 후퇴시켰다. 이스라엘은 팔레스타인인 대규모 체포를 시행하였고, 서안 지구의 학교를 12개월 간, 서안 대학을 인티파다 기간 동안 폐쇄하는 연좌 처벌을 시행하였다. 첫 해에만 24시간 통금령이 1600회 이상 발효되었다. 팔레스타인 공동체는 물, 전기, 연료가 제한되었으며, 한 때는 팔레스타인인 2만 5천 명이 가택에 동시에 연금되기도 하였다. 팔레스타인의 농장에서는 나무가 뿌리채 뽑혔으며, 농작물 판매가 금지되기도 하였다. 첫 해에 팔레스타인인 1천 명가량이 집을 철거당하거나 점거당하였다. 팔레스타인인은 세금 납부를 거부하였으나, 이스라엘은 재산 몰수, 새 차량 세금 도입, 가족 중 돌팔매질에 참여한 인원이 있는 경우 무거운 벌금 부과 등으로 대응하였다..

### 사상자

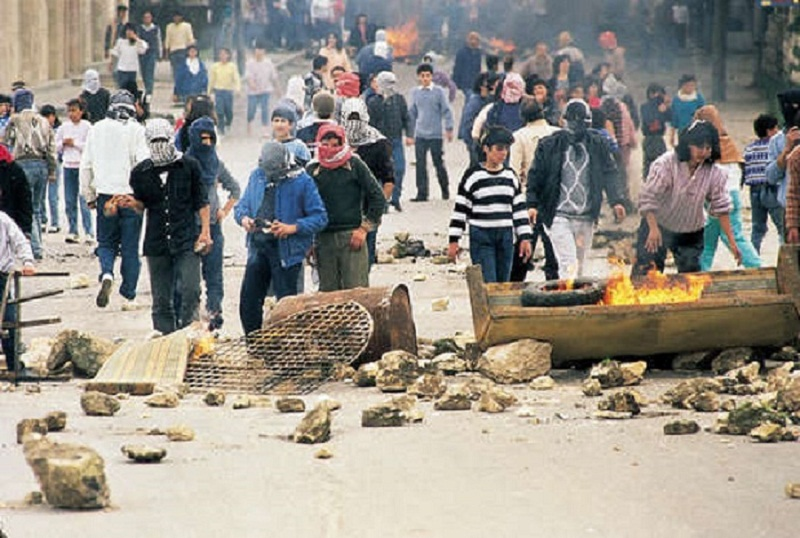
인티파다 당시의 바리케이드.

첫째 해에 가자 지구에서만 이스라엘 사망자는 없었지만, 팔레스타인인 142명이 사망했다. 이 중 77명은 총으로 사살되었고, 37은 최루 가스 흡입으로 사망하였으며, 17명은 이스라엘 경찰 및 군인의 폭행으로 사망하였다. 약 6년에 걸친 인티파다 기간 동안, 이스라엘군은 팔레스타인인 1,162 ~ 1, 204명가량을 사살하였으며, 이 중 241 ~ 332명가량은 어린이였다. 57,000 ~ 120,000명가량은 체포되었으며, 481명은 추방되었고 2.532명은 집을 철거당했다. 1987년 12월부터 1991년 6월까지 집 1,882채가 철거되었으며, 12만 명가량이 부상을 입었다. 최초 5주 동안 팔레스타인 사망자는 35명, 부상자는 1,200명에 달했다. 일부는 이스라엘의 정책이 오히려 팔레스타인의 참여를 독려하는 효과를 낳았다고 평가하였다. 이스라엘 측 사상자는 비티셀렘은 179명, 이스라엘 공식 발표는 200명가량으로 추산했다. 이스라엘 군인 1,700여명, 1,400여명 등 총 3,100명은 부상을 입었다. 1990년 네게브 사막의 큿지옷 감옥에는 대략 16세 이상 팔레스타인인 50명 중 1명이 들어가 있을 정도였다. 제럴드 코르먼은 "이스라엘의 친구와 적 모두 이 소동에 대한 이스라엘의 대응에 놀랐으며 슬퍼졌다"고 언급했다. 존 미어샤이머와 스티븐 월트는 런던 리뷰 오브 북스에 투고한 글에서 이스라엘 방위군 군인들에게 경봉을 지급하고 팔레스타인 시위대의 뼈를 부러트리게끔 장려하였다고 주장했다. 세이브 더 칠드런의 스웨덴 지사는 인티파다 개시 2년 간 어린이 23,600 ~ 29,900명가량이 의료 조치가 필요할 정도로 다쳤으며, 이 중 3분의 1은 10살 이하라고 추산하였다.
이스라엘은 팔레스타인 기구의 주요 인물을 체포하는 정책을 폈다. 가자 지구의 변호사들이 구금된 의뢰인을 만나지 못하는 것에 항의하며 파업하자, 이스라엘은 변호사 연맹의 회장을 재판 없이 6개월 간 구금하였다. 가자 의료 연맹의 회장 자카리야 알아그하 박사나, 여러 여성 연맹의 활동가도 비슷하게 구금되었다. 라마단 기간 동안 가자 지구의 난민 수용소 여럿에서는 몇 주 동안 통행 금지령이 발효되어 음식을 구매하는 것이 불가능했으며, 자발리아, 알샤티, 부레이 난민 수용소는 최루탄 폭격에 의해 포화 상태였다. 인티파다 첫 해 동안 최루탄 폭격에 의한 사상자는 16명이었다.

### 공동체 내 분쟁
1988년부터 1992년까지 팔레스타인인 간의 폭력으로 인해 약 1천 명이 사망했다. 1990년 6월 베니 모리스는 "인티파다는 방향성을 잃었다. 팔레스타인 해방기구의 불만은 협력자로 추정되는 사람을 대거 처형하는 데서 알 수 있다"고 언급하였다. 팔레스타인인 약 18,000명가량이 이스라엘 정보 기관 등 상대편으로 정보를 넘겼을 것으로 추정하고 있다. 이스라엘과 협력한 팔레스타인인은 협력을 중단할 때까지 살해 협박이나 배척을 받았으며, 간혹 팔레스타인 측 특수부대가 처형하기도 하였다. 인티파다 기간 동안 팔레스타인인 771명(AP) ~ 942명(IDF)가량이 협력자 혐의를 받고 처형되었다.

## 기타 사건
1988년 4월 16일 팔레스타인 해방기구 지도자 칼릴 알 와지르가 튀니지에서 이스라엘 특수부대에 의해 살해당했다. 이스라엘은 칼릴 알 와지르가 '저항 운동을 원격으로 통제하는 주요 인물'이라고 주장하였다. 이어진 가자 지구에서의 대규모 시위 중에 이스라엘 방위군은 모스크 두 곳을 급습하여 최루탄을 살포하고 폭력을 행사하기도 하였다. 칼릴 알 와지르의 사망 이후 가자 지구와 서안 지구에서 각각 11명, 15명이 시위 중 사망하였다. 같은 해 6월 아랍 연맹은 인티파다를 경제적으로 지원하기로 결정하였으며, 1989년 회담에서도 경제적 지원을 재확인하였다.
이스라엘 국방부 장관 이츠하크 라빈은 "이스라엘의 법을 거부한 대가를 치르게 하겠다"는 반응을 보였다. 시위대를 수감하는 것으로 저항이 줄어들지 않자, 이스라엘 정부는 높은 세율을 적용하고 물건을 몰수하는 방식으로 보이콧에 대응하였다.
1990년 10월 8일, 성전산 폭동 중 팔레스타인인 22명이 이스라엘 경찰에 의해 사망하였다. 이로 인해 팔레스타인에서는 더 위험한 저항 방식을 사용하기 시작하여, 2주 후 예루살렘에서 방위군 군인 1명과 민간인 3명이 칼에 찔려 사망하였으며, 이후로도 칼에 찔리는 사건은 계속 발생하였다. 이스라엘 정부는 간혹 신베트 협력자 목록을 공개하거나, 교육 기관을 폐쇄하여 청년들이 시위로 나오게끔 하는 등 자신들의 이익에 반하는 정책을 펴기도 하였다. 팔레스타인 저항군의 자살 공격은 1993년 4월 16일 메홀라 교차로 사건을 시작으로, 인티파다 종료까지 이어졌다.

## 유엔 안전 보장 이사회
제1차 인티파다 당시 팔레스타인 측의 사상자가 많아 이스라엘은 국제적인 비난을 받게 되었다. 유엔 안전 보장 이사회에서는 제607호와 제608호 결의안을 통해 이스라엘의 팔레스타인인 추방 중단을 요구했다. 1988년 11월 유엔 총회에서 이스라엘은 인티파다에서 취한 행동에 대해 비판받았으며, 결의안은 몇 년 간 반복되었다.
1989년 2월 17일, 유엔 안전 보장 이사회는 이스라엘이 안전 보장 이사회 결의안을 위반한 것과 제4차 제네바 협약을 지키지 않는 것에 대해 규탄하는 결의안 초안을 제시했으나, 미국의 거부권 행사로 무산되었다. 미국은 6월 9일과 11월 7일 2번째 및 3번째 초안도 거부하며, 이스라엘이 인권 침해를 자행한다는 주장을 비난했다.
1990년 10월 14일, 이스라엘은 통곡의 벽에 있는 유대인들에 대한 공격이 제대로 반영되지 않았다는 점을 이유로, 결의안 제672호를 따르지 않을 것이라고 공개적으로 선포하였다. 이스라엘은 유엔 사무총장 대표단의 입국을 거부했으며, 이후 결의안 제673호는 실질적인 효과 없이 이스라엘의 유엔 대표단 방해는 계속되었다.

## 결과
제1차 인티파다는 팔레스타인이 주변 아랍 국가의 지휘나 도움을 받지 않고, 독립적으로 활동한 사건으로 평가받고 있다. 인티파다로 인해 통일 예루살렘의 이미지는 손상되었으며, 이스라엘의 대응은 대중 매체 및 국제 회의 다수에서 비판받았다.
인티파다의 성공을 통해 야세르 아라파트는 자신들이 팔레스타인의 정치 계획을 통제할 만한 신뢰를 얻었다. 1988년 11월 중반 알제리에서 열린 팔레스타인 국민 회의에서 아라파트는 과반수를 득표하여, 이스라엘 국가의 인정, 1947년 11월 29일 이후 모든 유엔 결의안을 인정, 양국 방안을 받아들인다는 결정을 내렸다.
요르단은 팔레스타인 해방기구의 대중적 지지도가 전면적으로 높아져, 서안 지구와의 행정 및 경제적 관계를 단절했다. "철의 주먹" 정책의 실패, 이스라엘의 외교적 이미지 실추, 요르단의 서안 지구와의 관계 단절, 미국의 팔레스타인 대변 기구로서 팔레스타인 해방기구를 인정한 것이 복합적으로 작용하여, 이츠하크 라빈은 팔레스타인 해방기구와의 대화를 통해 폭력 사태를 마무리하라는 압박을 받았다.
팔레스타인 해방기구는 걸프 전쟁을 반대한 것을 계기로 외교적으로 고립되었고, 사우디아라비아와 쿠웨이트가 경제적 지원을 중단하며 팔레스타인인 30만~40만 명가량이 전쟁 전후로 쿠웨이트에서 추방되었다. 외교적인 해결을 추진한 결과로서 마드리드 회의와 오슬로 협정이 개최되었다. 이스라엘의 관광 등 서비스 산업에는 부정적인 영향이 강했다.

## 같이 보기
- 1990년 성전산 폭동
- 제2차 인티파다 (2000년 – 2005년)
- 2014년 예루살렘 폭동
- 이스라엘-팔레스타인 분쟁 (2015년)
- 수무드 (결의)
- 팔레스타인 국가주의
- 팔레스타인의 정치적 폭력